# Две хубави очи
„Две хубави очи“ е произведение на Пейо Яворов и е част от антологията „Подир сенките на облаците“ (1910).
Има различни мнения от кого е вдъхновено стихотворението. Според повечето „Две хубави очи“ е вдъхновено от любимата на Яворов Мина Тодорова. Според издателя Александър Паскалев авторът бил признал, че от стихотворението гледа Нонка Чипева, дъщеря на Никола Чипев, която Яворов среща през 1899 година в Поморие и чийто образ свързва с „Калиопа“; тази версия се посреща с недоверие от литературните историци. Според други източници Дора Габе, която през 1905 г. има връзка с Яворов, претендира, че тя е вдъхновителката на стихотворението; това също се посреща със скептицизъм.
Като песен „Две хубави очи“ влиза в репертоара на поп певицата Лили Иванова от албума ѝ „Хазарт“ (1993). Поетично-музикален рецитал „Душата ми е стон“, включително „Две хубави очи“ по стихове и записки на Пейо Яворов. Музика: Симеон Венков. Стиховете рецитира актьорът Георги Гайтаников.
Две хубави очи
   Две хубави очи. Душата на дете

   в две хубави очи; – музика – лъчи.

   Не искат и не обещават те…

   Душата ми се моли,

   дете,

   душата ми се моли!

Страсти и неволи

   ще хвърлят утре върху тях

булото на срам и грях.

Булото на срам и грях –

   не ще го хвърлят върху тях

страсти и неволи.

   Душата ми се моли,

   дете,

   душата ми се моли…

   Не искат и не обещават те! –

   Две хубави очи. Музика, лъчи

   в две хубави очи. Душата на дете…

## Галерия
- Мина Тодорова
- Нонка Чипева
- Дора Габе